# Cmentarz żydowski w Kolonii-Deutz

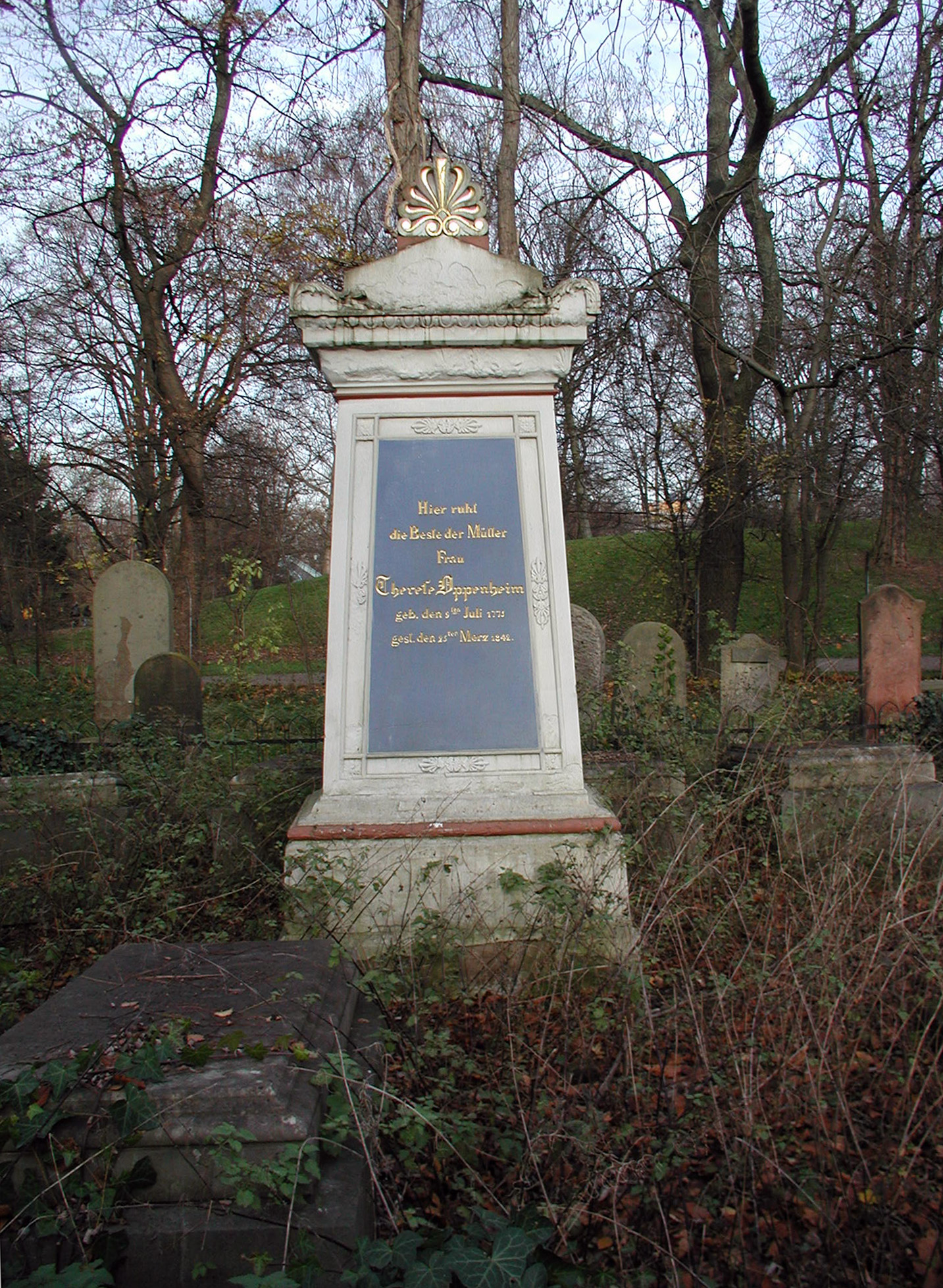
Grobowiec Oppenheimów

Cmentarz żydowski w Kolonii-Deutz – powstał w 1695 roku co czyni go najstarszym cmentarzem żydowskim w obecnych granicach Kolonii. Wśród pochowanych są m.in. ojciec Jacques’a Offenbacha – Izaak, filozof Moses Hess oraz rodzina bankierów Oppenheimów.